# Shake That
«Shake That» es una canción de 2006 del álbum de compilación del cantante estadounidense Eminem Curtain Call: The Hits lanzada como sencillo el 2006. Es una de las tres nuevas canciones lanzadas en el álbum, y fue lanzada como sencillo del álbum, el segundo y último, después de "When I'm Gone".
La canción cuenta con la colaboración de Nate Dogg en un rol importante del sencillo, siendo su sexta colaboración con Eminem, tras "Bitch Please II" de The Marshall Mathers LP", "Till I Collapse" de The Eminem Show, y "Never Enough" de Encore, además en la que ambos colaboraron con Xzibit, "My Name", del álbum Man Vs. Machine y la de Lloyd Banks "Warrior Part 2" del álbum The Hunger For More. "Shake That" es la primera de estas canciones en las que se incluye a Nate Dogg en un verso, mientras que sus contribuciones en las otras se limitan a un pequeño refrán y otros.
Contrariamente a muchos de los segundos sencillos de cada uno de los álbumes de Eminem (como "The Way I Am", "Cleanin 'Out My Closet" y "Like Toy Soldiers"), que suelen tener letras más severas y mucho más duras que sus predecesores, "Shake That" es una salida del tono grave de "When I'm Gone", que representa un ambiente mucho más lúdico. Se centra en el rap de Eminem y Nate Dogg acerca de seducir a las mujeres, a tener relaciones sexuales en los coches, y en clubes de estriptis. El video musical es animado, (hecha por Plates Animation de Toronto) y sigue el contexto de la canción.
El sencillo fue lanzado a principios de 2006 en los EE. UU.. Se convirtió en un gran éxito, alcanzando el puesto #6 en el Billboard Hot 100. En el Reino Unido, la canción fue lanzada como un sencillo de descarga solo en abril de 2006, y consiguió estar en el número #28 en la lista de descargas. Debido al hecho de que no había sido lanzado como sencillo oficial en el Reino Unido, la canción no podía aparecer en el UK Singles Chart, señalando que debía haber una versión física (disco) para poder aparecer.
"Shake That" fue nominada en la categoría "Mejor Colaboración de Rap" en los premios Grammy de 2007, pero perdió contra Justin Timberlake y su sencillo con TI, "My Love".
"Shake That" también tiene una versión remix con Eminem, Obie Trice y Bobby Creekwater en el álbum The Re-Up.
En 2008, la canción se bailó en la tercera temporada de America's Best Dance Crew, por el equipo Dynamic Edition.
La Animación del Video musical es Similar a la De algunos sketches de MAD

## Posicionamiento
| Listas (2006)                 | Mejor posición |
| ----------------------------- | -------------- |
| Portuguese Singles Chart      | 25             |
| Swedish Singles Chart         | 25             |
| U.S. Billboard Hot 100        | 6              |
| U.S. Billboard Hot Rap Tracks | 11             |
| U.S. Billboard Pop 100        | 6              |